# Arge pagana
Espèce
Arge pagana, la mouche à scie villageoise ou tenthrède du rosier (parmi d'autres), est une espèce d'insectes hyménoptères symphytes de la famille des Argidae.

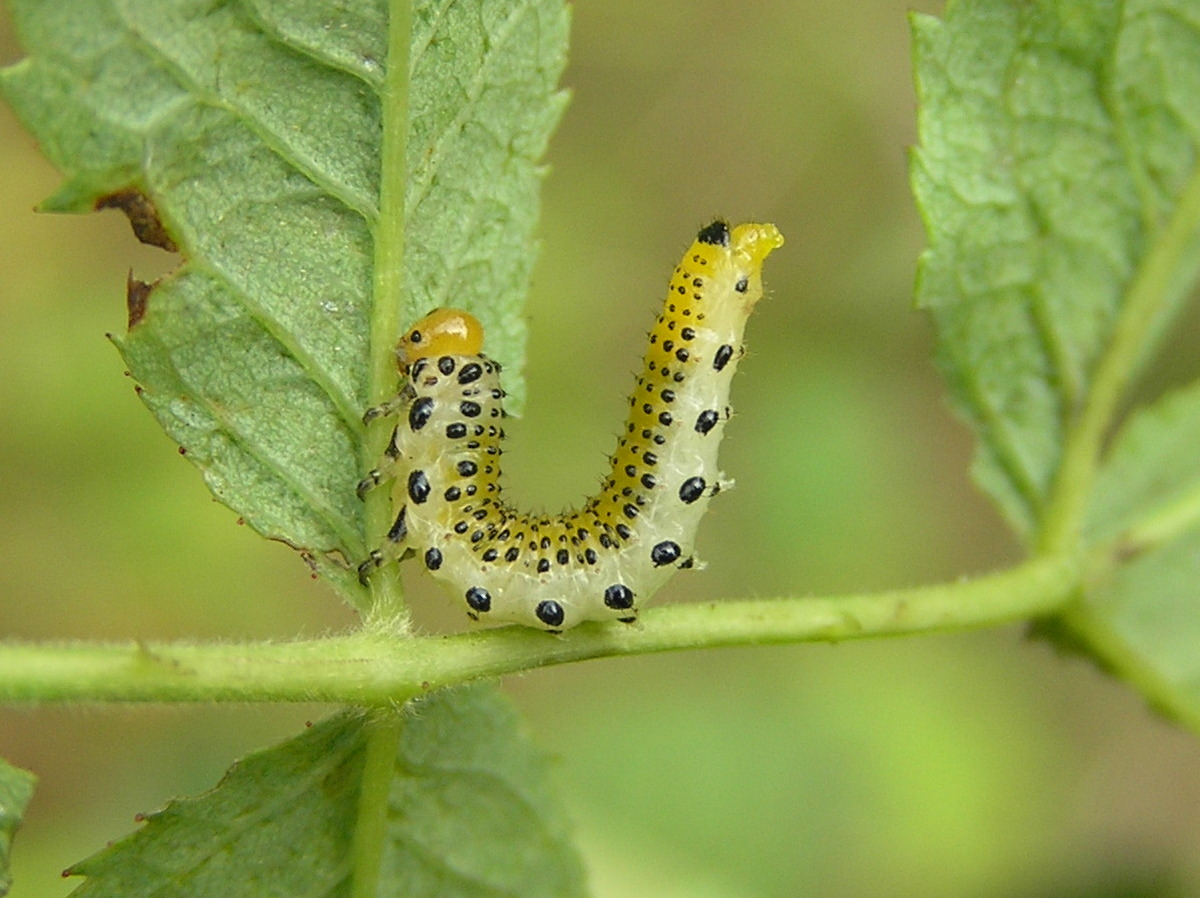
Larve de Arge pagana, une fausse-chenille.

Sa larve est une fausse-chenille.